# Kepandean (Dukuhturi)
Kepandean is een bestuurslaag in het regentschap Tegal van de provincie Midden-Java, Indonesië. Kepandean telt 6251 inwoners (volkstelling 2010).